# Ionuț-Marian Stroe
Ionuț-Marian Stroe (n. 23 septembrie 1979, Craiova, România) este un politician român. În prezent este deputat, reprezentând județul Dolj din partea Partidului Național Liberal. Din 4 noiembrie 2019  si pana in 25 noiembrie 2021 a fost ministrul Tineretului și Sportului.

## Cariera politică

### Adunarea Parlamentară a Consiliului Europei
Din 2009, Ionuț-Marian Stroe a făcut parte din delegația României la Adunarea Parlamentară a Consiliului Europei (APCE). În prezent, este membru al Comisiei pentru Migrație, Refugiați și Persoane Strămutate, Comisiei de Monitorizare, precum și Comisiei pentru Afaceri Sociale, Sănătate și Dezvoltare Durabilă. În anul 2017, a fost ales ca Președinte al  Comisiei pentru Afaceri Sociale, Sănătate și Dezvoltare Durabilă  A fost desemnat raportor pe mai multe subiecte, între care Criminalisation of irregular migrants: a crime without a victim , Raportul de Monitorizare pentru Muntenegru , precum și Migrația Muncii din Estul Europei.